# دانييل مونتينيقرو
دانييل مونتينيقرو (بالإسبانية: Daniel Montenegro)‏ (28 مارس 1979 بوينس آيرس الأرجنتين - ) هو لاعب كرة قدم أرجنتيني، يلعب كلاعب وسط.

## وصلات خارجية
دانييل مونتينيقرو على موقع الاتحاد الدولي (مؤرشف)  (الإنجليزية)
- دانييل مونتينيقرو على موقع رابطة كرة القدم الفرنسية للمحترفين (الإنجليزية)
- دانييل مونتينيقرو على موقع قاعدة بيانات كرة القدم.إي يو (الإنجليزية)
- دانييل مونتينيقرو على موقع ناشيونال فوتبول تيمز (الإنجليزية)
- دانييل مونتينيقرو على موقع Soccerway.com (الإنجليزية)
- دانييل مونتينيقرو على موقع عالم كرة القدم.نت (الإنجليزية)
- دانييل مونتينيقرو على موقع AS.com (الإسبانية)